# Zandvoort
Zandvoort (IPA: [ˈzɑntˌfoːrt] kiejtéseⓘ) község Hollandia Észak-Holland tartományában. Magában foglalja Bentveld falucskát is; Zandvoort összlakossága 2017-ben 16 954 fő volt.
Zanvoort Hollandia egyik legfontosabb tengerparti települése, dűnékkel határolt strandja népszerű a turisták körében, emellett nudista stranddal is rendelkezik. Itt található továbbá a Circuit Zandvoort, Hollandia legnagyobb autóversenypályája, amely többek között a Formula–1 holland nagydíjnak is otthont ad.

## Története
Zandvoort 1100-ban már biztosan létezett, akkoriban még Sandevoerde néven. 1722-ig Brederode lordjai uralták a területét. A 19. századig évszázadokon át halászatból tartotta fenn magát a település, amikor elkezdett átalakulni tengerparti üdülővárossá az Egyesült Királyság tengerparti településeinek mintáját követve. Az első nyaralót 1828-ban adták át. Ezt követően számos ismert ember megfordult itt, többek között Wittelsbach Erzsébet is 1884-ben és 1885-ben. A 19. század közepén a burgonyatermesztés is elkezdődött a helyi homokdűnéken.
1881-ben megnyílt a vasútállomás a part közelében, 1899-ben pedig villamosvonalat építettek ki Zandvoort és Haarlem között, amely elősegítette a tengerperti turizmus további fellendülését. 1905-ben itt forgatták az egyik első holland fikciós filmet De mésaventure van een Fransch heertje zonder pantalon aan het strand te Zandvoort címmel. A második világháború során a település komoly károkat szenvedett; 1942. május 23-án bezárták a strandot, majd szinte teljesen kiürítették a várost. Az épületeket és közlekedési hálózatot eldózerolták, hogy utat nyissanak az Atlanti fal part menti erődítményeihez.
A világháború éveit követően a város ismét növekedésnek indult, és fellendült a turizmusa. 1948-ban megépült a Circuit Zandvoort autóversenypálya, amely egészen 1985-ig otthont adott a holland nagydíjnak. (2021-től ismét megrendezik a Formula–1-es versenyt a pályán.) A 21. századra Zandvoort virágzó turistaparadicsommá fejlődött, a helyi alkalmazottak fele a turizmusban dolgozik. 1983-ban Willem Duyn holland énekes is megénekelte Zandvoortot De Eerste Trein Naar Zandvoort című dalában.

## Közlekedés
Zandvoort vasútállomásáról fél óránként indul vonat Haarlembe és Amszterdamba, előbbibe nyáron emelt járatszámmal.

## Politika
A helyi önkormányzat 17 képviselői székkel rendelkezik, 2010 óta az alábbi megoszlásban:
- VVD 5 hely
- Ouderen Partij Zandvoort[2] 3 hely
- PvdA 2 hely
- CDA 2 hely
- Gemeente Belangen Zandvoort[3] 2 hely
- GroenLinks 1 hely
- Sociaal Zandvoort[4] 1 hely
- D66 1 hely

## Fordítás
- Ez a szócikk részben vagy egészben  a   Zandvoort című angol Wikipédia-szócikk ezen változatának fordításán alapul.  Az eredeti cikk szerkesztőit annak laptörténete sorolja fel. Ez a jelzés csupán a megfogalmazás eredetét és a szerzői jogokat jelzi, nem szolgál a cikkben szereplő információk forrásmegjelöléseként.